# Sunday Airlines
Sunday Airlines è una compagnia aerea charter kazaka e una controllata di SCAT Airlines. La sua base principale è l'Aeroporto Internazionale di Almaty.

## Storia
La compagnia aerea è stata fondata e ha iniziato le operazioni nel 2013. Opera voli per conto della sua compagnia madre o per i tour operator kazaki che ne fanno richiesta.

## Destinazioni
Al 2022, la compagnia opera voli charter tra Cina, Egitto, Kazakistan, India, Thailandia, Turchia e Vietnam.

## Flotta

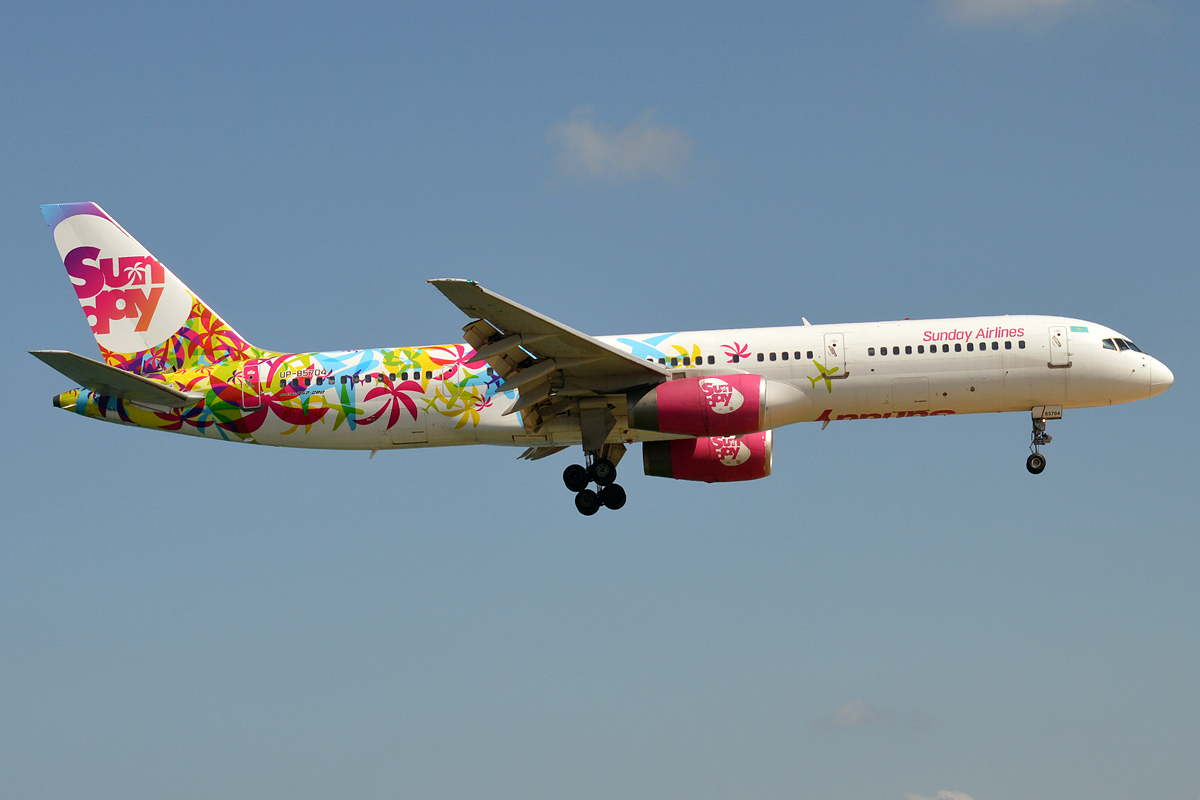
Un Boeing 757-200.

A settembre 2024 la flotta di Sunday Airlines è così composta: